# Birgit Arrhenius
Birgit Arrhenius, née Klein, le 25 août 1932 et morte le 10 septembre 2023, est une archéologue suédoise et professeure émérite à l'université de Stockholm. Elle est professeure d'archéologie en laboratoire et première directrice du laboratoire de recherche archéologique de l'université. Son travail étudie des lieux tels que Helgö et Mälaren. Elle est membre de l'Académie royale des sciences de Suède et reçoit en 1992 la médaille Gösta Berg de la Royal Patriotic Society.

## Carrière

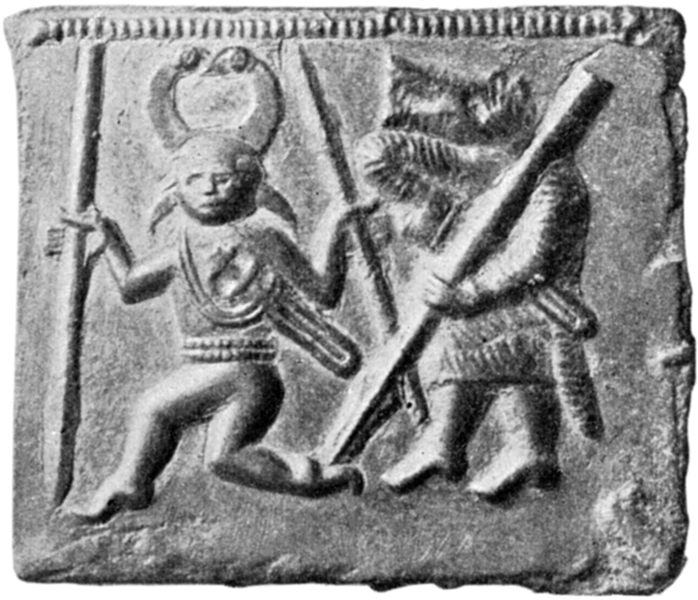
Une des quatre plaques de Torslunda, représentant un personnage cornu. Son œil droit manquant, montré par Arrhenius comme ayant été barré, suggère qu'il s'agit d'Odin.

Birgit Arrhenius est née Birgit Klein le 25 août 1932. Elle est l'une des six enfants de Gerda Klein et de son mari Oskar Klein, un physicien théoricien suédois qui enseigne à l'université de Stockholm. Les dépenses sont serrées et son père a failli refuser l'attribution de l'Ordre de l'étoile polaire jusqu'à ce que le doyen prenne en charge les frais importants liés à l'habillement pour une telle cérémonie de remise de prix.
Arrhenius, comme son père, devient enseignante à l'université de Stockholm. Elle y est professeure d'archéologie de laboratoire de 1986 à 1998 et elle est la première directrice du laboratoire de recherche archéologique, fondé en 1976, à l'université. Elle participe aux fouilles et à la publication des découvertes des sites archéologiques de Helgö et Björkö. En 1992, elle démontre par balayage laser qu'un guerrier dansant sur l'une des plaques de Torslunda, des matrices en bronze coulé utilisées pour fabriquer des décorations de casques, a eu son œil nettement barré dans une possible invocation du dieu germanique borgne Odin.
Le 1er octobre 1991, elle est élue à l'Académie royale suédoise des lettres, de l'histoire et des antiquités et l'année suivante, elle reçoit la médaille Gösta Berg, destinée à ceux qui ont déployé des « efforts exceptionnels » dans les domaines du patrimoine culturel, par la Royal Patriotic Society.

## Publications
- Birgit Arrhenius, Vendel Period Studies: transactions of the Boat-Grave Symposium in Stockholm, February 2–3, 1981, vol. 2, Stockholm, Statens Historiska Museum, coll. « Studies – The Museum of National Antiquities, Stockholm », 1983, 39–70 p. (ISBN 978-91-7192-547-3), « The chronology of the Vendel graves »
- Arrhenius et Freij, « 'Pressbleck' Fragments from the East Mound in Old Uppsala Analyzed with a Laser Scanner », Laborativ Arkeologi, Stockholm University, no 6,‎ 1992, p. 75–110 (lire en ligne)